# Wielkie życie (film 2004)
Wielkie życie (ang. Beyond the Sea) – amerykański film muzyczny oparty na biografii Bobby’ego Darina.

## Obsada
- Kevin Spacey - Bobby Darin
- Kate Bosworth - Sandra Dee
- John Goodman - Steve Blauner
- Bob Hoskins - Charlie Cassotto Maffia
- Brenda Blethyn - Polly Cassotto
- Greta Scacchi - Mary Duvan
- Caroline Aaron - Nina Cassotto Maffia
- Peter Cincotti - Dick Behrke
- Matt Rippy - David Gershenson

## Nagrody i nominacje
Złote Globy 2004
- Najlepszy aktor w komedii/musicalu - Kevin Spacey (nominacja)